# Tumisträsket
Tumisträsket är en sjö i Jokkmokks kommun i Lappland och ingår i Luleälvens huvudavrinningsområde. Sjön har en area på 0,117 kvadratkilometer och ligger 185,1 meter över havet.

## Delavrinningsområde
Tumisträsket ingår i det delavrinningsområde (737275-171939) som SMHI kallar för Mynnar i Luleälvens vattendragsyta. Medelhöjden är 151 meter över havet och ytan är 37,05 kvadratkilometer. Räknas de 12 avrinningsområdena uppströms in blir den ackumulerade arean 137,81 kvadratkilometer. Lagnäsån (Varjekbäcken) som avvattnar avrinningsområdet har biflödesordning 2, vilket innebär att vattnet flödar genom totalt 2 vattendrag innan det når havet efter 122 kilometer. Avrinningsområdet består mestadels av skog (87 procent). Avrinningsområdet har 0,41 kvadratkilometer vattenytor vilket ger det en sjöprocent på 1,1 procent.